# パヤクンブ

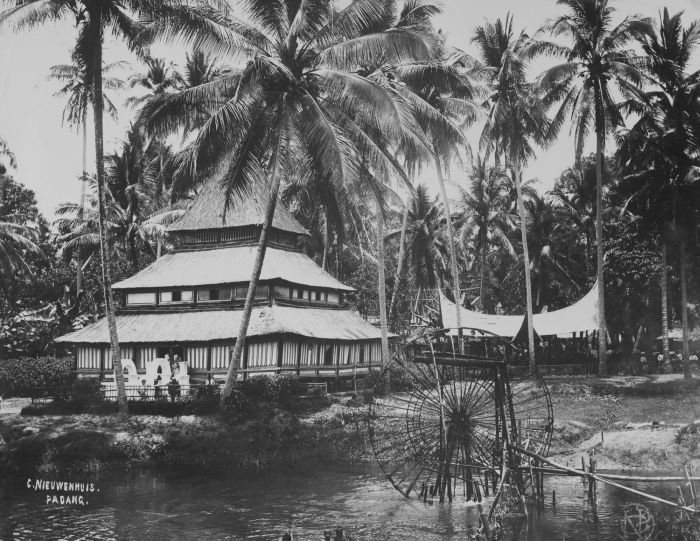
パヤクンブの水車、泳ぐ子供、モスク、ミナンカバウ人の公民館

パヤクンブ(Kota Payakumbuh、ジャウィ文字: ڤاياکومبوه‎)はインドネシアのスマトラ島の西スマトラ州第2の都市である。面積は80.43km2で、人口は2014年現在で12万2896人である。ミナンカバウ高地に在り、州都のパダンから120km、リアウ州州都のペカンバルから180km離れている。四方をリマ・プルー・コタ県に囲まれている。火山であるムラピ山、サゴ山、バリサーン山脈に近い。パヤクンブはミナンカバウ語で「草深い沼地」を表す。
2011年、パヤクンブは西スマトラ州で最も経済成長率の高い都市になった。衛生環境、ゴミ処理、健康的な伝統市場、露店指導、都市排水の改革によって、2012年に「都市改革管理」を受賞した。2013年、パヤクンバは「アディプラ」(最も清潔な都市)賞の小都市部門で7回目の受賞を果たした。
パヤクンブは鴨競争やバティアー(小さい甘い煎餅)、ゲラマイ(甘いココナッツ椰子の砂糖菓子)、ルンダン(牛肉のココナッツミルク煮)が有名である。米や牛乳、牛肉や椰子砂糖を生産している。
パヤクンブと周辺の村(ムンカ、シマランッガン、バトゥハンパー)はマレーシアのヌグリ・スンビラン人の故郷である。

## 交通

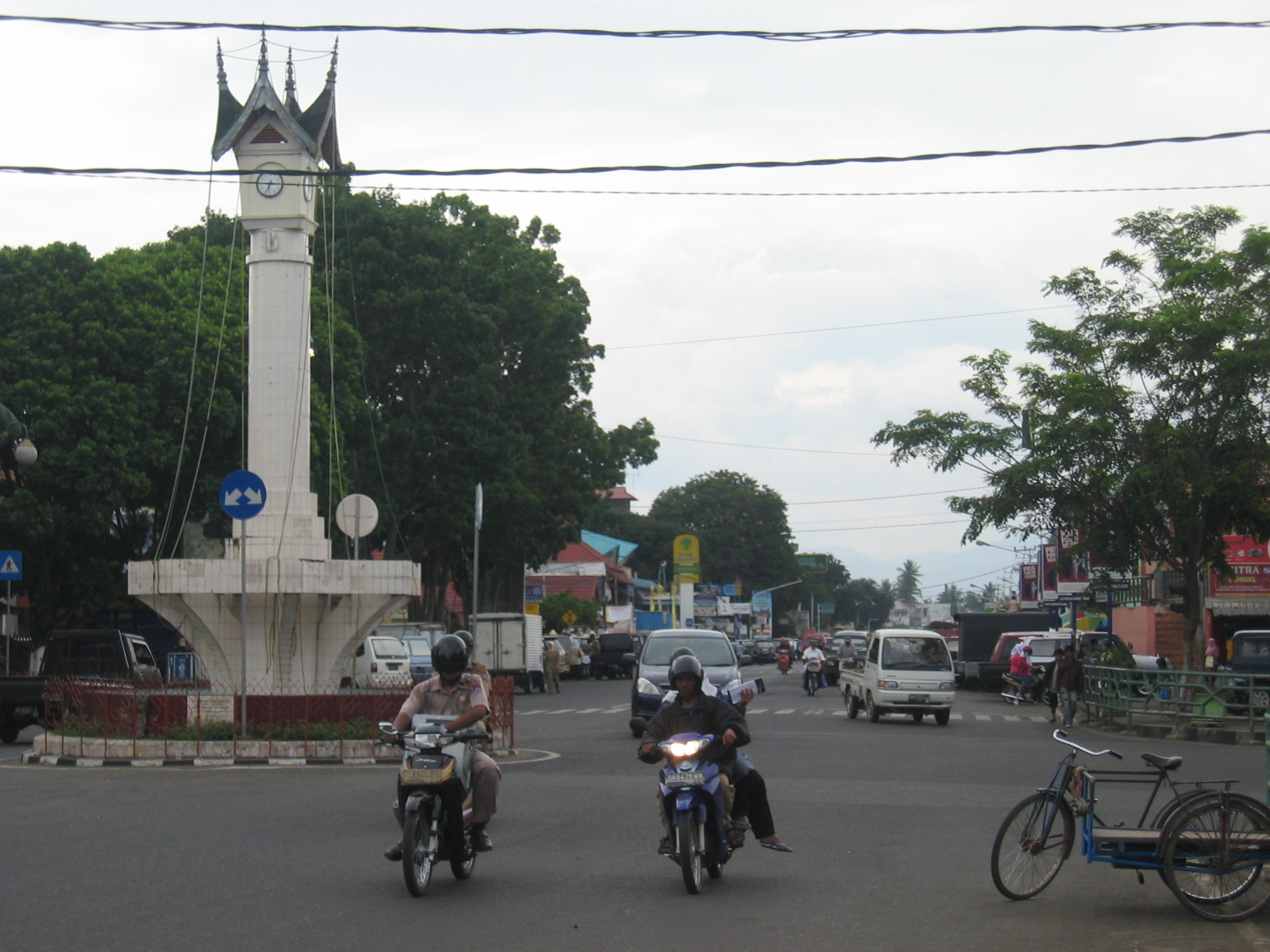
パヤクンブの大通り

パヤクンブはパダンとプカンバルに道路が繋がっている。機能不全の鉄道も存在する。市内交通は「サゴ」と呼ばれる公共交通やベンディ(馬車)が有る。

## 行政
パヤクンブには5つの区(ケカマタン)と8つのカナガリアン、76の村(ケルラハン)が有る。市長(ワリコタ)が行政を主導する。

### 行政区画
- 西パヤクンブ
- 南パヤクンブ
- 東パヤクンブ
- 北パヤクンブ
- パヤクンブ・ランポシ・ティゴ・ナゴリ

## 観光
パヤクンブは国内・国外問わず西スマトラ州で最も人気の有る都市の1つである。種類豊富な食べ物、ムスリム服店、自然の風景が魅力的である。以下のものが有名である。

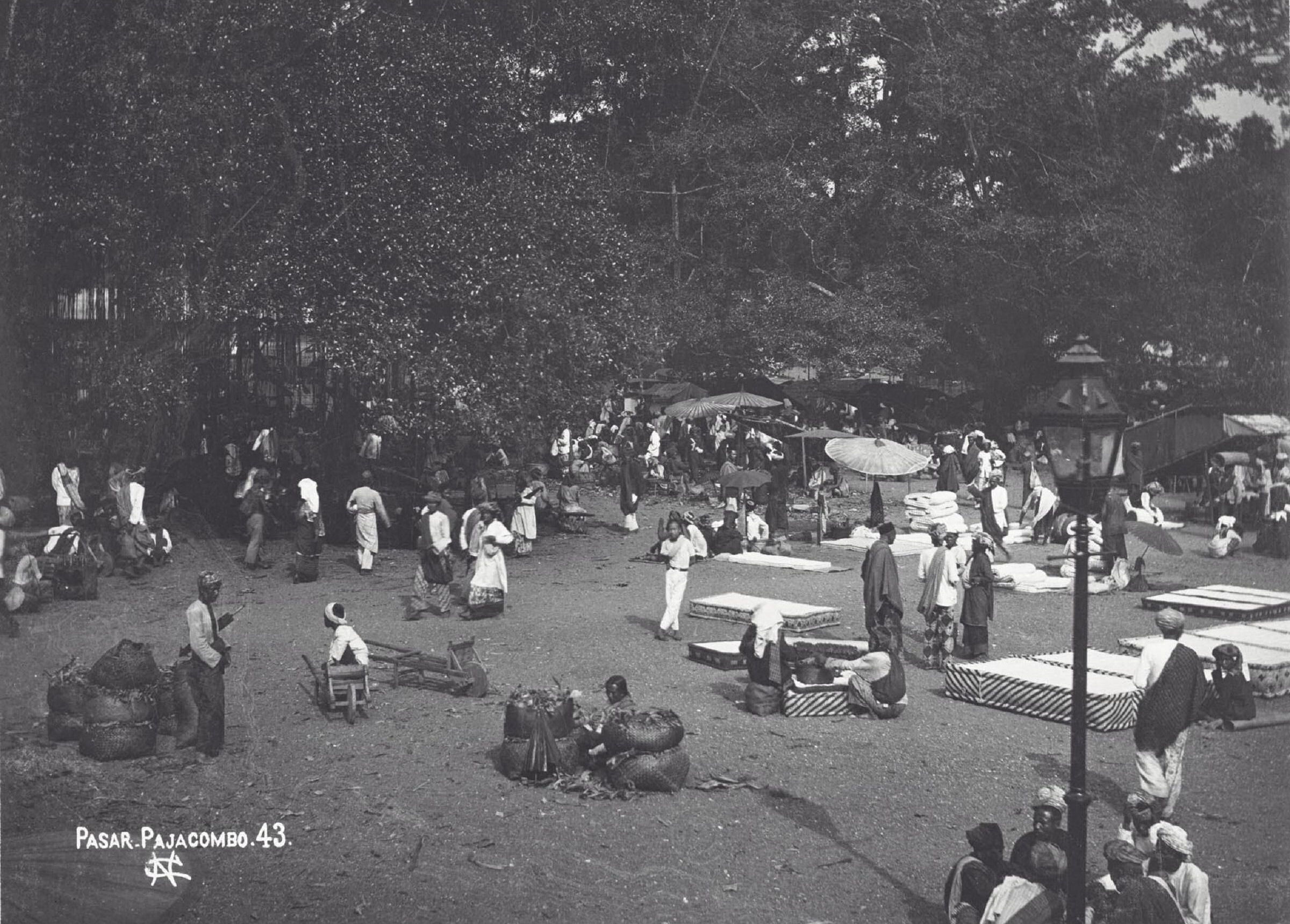
1900年頃のパヤクンバ市場

- ハラウ谷：大きな崖と美しい滝が有る。岩だらけの焦げ茶色の表面が、まるで巨大な壁のようである。岩登りが盛んに行われる。[3]
- タン・マラカ生誕地博物館：インドネシア建国の父であるタン・マラカが誕生した家が有る。
- ンガラウ・インダー洞窟：幻想的な鍾乳石と石筍の有る古い洞窟。
- ケパラ・ボンダ：竹筏で川下りが出来る。
- ルマー・ゴダン・スンガイ・バリンギン：田園の中に美しく大きいルマー・ガダン(ミナンカバウ族の伝統住居)が有る。
- コト・ナン・アンペク古モスク：西スマトラ州で最も古いモスクの1つ。ミナンカバウ建築が美しい。[4]

## 姉妹都市
- 南通市(中華人民共和国・江蘇省)

## 参考資料
1. ↑  djkd.depdagri.go.id
2. ↑  Abdullah Siddik, Pengantar Undang-undang Adat di Malaysia, 1975
3. ↑  Stephen Backshall, The Rough Guide to Indonesia, 2003
4. ↑  Abdul Baqir Zein, Masjid-masjid Bersejarah di Indonesia, 1999